# Daniël Deconinck
Daniël Deconinck (Reningelst, 24 januari 1921 - Weerde, 24 februari 2004) was een Belgisch Vlaamsgezind politicus.

## Levensloop
Deconinck werd doctor in de rechten en licentiaat in de politieke en sociale wetenschappen en in de wijsbegeerte aan de Katholieke Universiteit Leuven. Beroepshalve werd hij advocaat. Ook werkte hij mee aan talrijke Vlaamsgezinde bladen.
Hij trad in 1957 toe tot de Volksunie. Namens deze partij was hij van 1961 tot 1965 lid van de Kamer van volksvertegenwoordigers voor het arrondissement Brussel. In het parlement hield hij zich bezig met de taalgrensproblematiek, de taalwet in bestuurszaken en een statuut voor Brussel.
Binnen de Volksunie probeerde Deconinck een breed travaillistisch en federalistisch front uit te bouwen, waarbij hij ook contacten aanknoopte met mensen buiten de Vlaamse Beweging. Hij werd hierin gesteund door partijsecretaris Wim Jorissen, maar botste op het verzet van de traditioneel ingestelde Vlaams-nationalisten, zoals Leo Wouters, Reimond Mattheyssens en Rudi van der Paal.
Bij de gemeenteraadsverkiezingen van 1964 weigerde hij in Brussel op te komen onder de naam Volksunie en diende hij met Brusselse Belangen een eigen lijst in. Deconinck raakte verkozen in de Brusselse gemeenteraad en bleef gemeenteraadslid tot in 1970.
In 1965 stichtte hij samen met Antoon Roosens, Staf Verrept en Roger Bourgeois de Vlaamse Democraten en startte hij onderhandelingen met de Volksunie om een kartel te sluiten. De rechterfractie van de Volksunie verzette zich tegen het kartel en in februari 1965 werden Deconinck en zijn medestanders uit de partij gezet. Hierdoor dienden de Vlaamse Democraten aparte lijsten in bij de parlementsverkiezingen van 1965. De Vlaamse Democraten deden het zeer slecht bij de verkiezingen en de partij werd ontbonden. In 1970 kwam hij bij de gemeenteraadsverkiezingen in Brussel op voor de Rode Leeuwen, maar Deconinck werd niet meer herkozen.
Zijn zoon Luc Deconinck is N-VA-politicus.

## Bron
- VAN MOLLE, P., Het Belgisch Parlement 1894-1972, Antwerpen, 1972.